# Euphonia rufiventris
Euphonia rufiventris е вид птица от семейство Чинкови (Fringillidae).

## Разпространение
Видът е разпространен в Боливия, Бразилия, Венецуела, Еквадор, Колумбия и Перу.